# Doazit
Doazit é uma comuna francesa na região administrativa da Nova Aquitânia, no departamento Landes. Estende-se por uma área de 22 km². Em 2010 a comuna tinha 884 habitantes (densidade: 40,2 hab./km²).